# Raymond Réthoré
Pour les articles homonymes, voir Réthoré.
Raymond Réthoré, né le 4 juin 1901 à Liré (Maine-et-Loire) et mort le 15 décembre 1986 à Magnac-Lavalette-Villars (Charente), est un homme politique français, plusieurs fois élu député de Charente.  

## Biographie

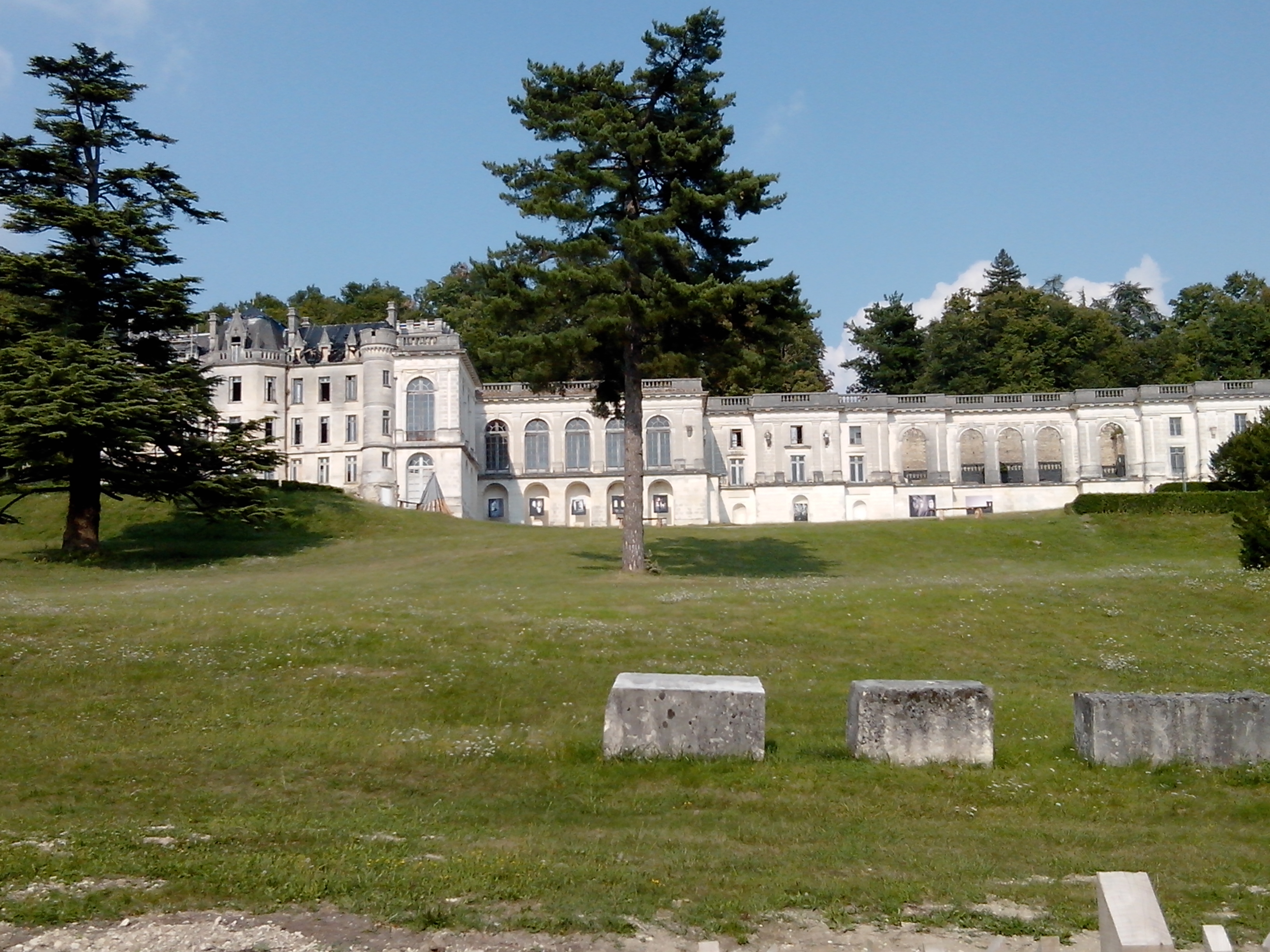
Façade du château de la Mercerie

Il s'installe en Charente  en 1924, avec son frère Alphonse qui consacre sa vie à l'étude de l'architecture antique et classique. Grâce à la générosité d'un oncle, ils achètent le château de la Mercerie et son domaine de 600 ha à Magnac-Lavalette-Villars.
Ils font fortune dans la vente de machines pour pressing. Cependant, lors des campagnes électorales il se déclare propriétaire agriculteur.
Il devient l'ami du général de Gaulle et l'accompagne lors de ses voyages en Russie.
Les deux frères décident d'entreprendre l'édification d'un Versailles charentais qui ne sera jamais terminé. Le château de la Mercerie devient alors le rêve fou des frères Réthoré.

## Mandats électifs
Il devient maire de Magnac-Lavalette en 1935.
Le 3 mai 1936, il est député de la circonscription de Barbezieux, élu radical-socialiste au sein de l'alliance du Front populaire. Le 10 juillet 1940, il est absent lors du vote qui donne les pleins pouvoirs au maréchal Pétain.
De 1958 à 1978, il est député gaulliste de la 1re circonscription de la Charente, et siège  comme apparenté Union des démocrates pour la République puis Rassemblement pour la République jusqu'en 1978.